# Trijodamin
Trijodamin[zdroj⁠?!] (trijodazan, též jododusík, nesprávně[zdroj?] jodid dusitý) je černo-zelená krystalická chemická sloučenina kovového lesku, řadí se mezi třaskaviny. V suchém stavu je velice citlivý a vlivem značného sterického pnutí exploduje i při velmi slabém mechanickém podnětu, ale kvůli své slabé trhací síle je poměrně bezpečný. Chemický vzorec pro trijodamin je NI3, ale během výroby vzniká místo čistého jododusíku jeho amoniakát NI3·NH3.

## Výroba
Obecně se jododusík vyrábí reakcí vodného roztoku amoniaku a jodu, přefiltrováním a vysušením. Poté jododusík reaguje zprvu na mechanické podněty, jako je přílišný hluk či dotek těžší věci, ale se stoupající koncentrací je čím dál citlivější, až ke konci exploduje samovolně (explozi způsobují otřesy a akustická vlnění). Během manipulace se doporučuje zvlhčit ethanolem,[zdroj?] po jehož odpaření se obnoví původní vlastnosti látky.

## Použití
Používá se v zábavní pyrotechnice v množství mnohem menším 1 gram (např. v bouchacích kuličkách).

## Nesprávný název
Trijodamin je často nesprávně pojmenován jako jodid dusitý. Jodidy jsou sloučeniny, které obsahují jod s oxidačním číslem -I, v této sloučenině má ale jód oxidační číslo +I, proto jododusík nelze považovat za jodid.